# Granč-Petrovce
Granč-Petrovce – słowacka wieś i gmina (obec) w powiecie Lewocza w kraju preszowskim.  W 2011 roku zamieszkiwało ją 601 osób.

## Historia
Granč-Petrovce powstały w połowie XIX w. z połączenia wsi Granč i Petrovce. Pierwsze wzmianki o wsi Petrovce pochodzą z 1292, zaś o wsi Granč z 1344 roku.

## Geografia
Centrum wsi leży na wysokości 450 m n.p.m. Gmina zajmuje powierzchnię 3,166 km².